# Castello di Reschio
Il castello di Reschio fa parte della catena di insediamenti murati posti in Umbria (Stato Pontificio) al confine con il Granducato di Toscana. Sopraelevato su un poggio della val di Pierle, lungo la sponda destra del torrente Niccone, rientrava nel contado di Porta Sant'Angelo del comune di Perugia. Oggi è compreso nel territorio comunale di Lisciano Niccone in provincia di Perugia. Il maniero è composto da un'unica porta di ingresso, una cinta muraria, torri e una dimora signorile all'interno.

## Storia

### Le origini
Il castello trae le sue origini nel mondo Tardo antico (come viene indicato dal toponimo Resculum tipicamente romano), fu costruito probabilmente intorno all'anno 1050 e deriva da quell'evento noto come “incastellamento” che inizia nell'Umbria settentrionale tra i secoli X-XI per far fronte alla necessità delle popolazioni e dei domini loci di difesa da un lato, e di organizzazione economica ed amministrativa dall'altro.

### I marchesi di Colle

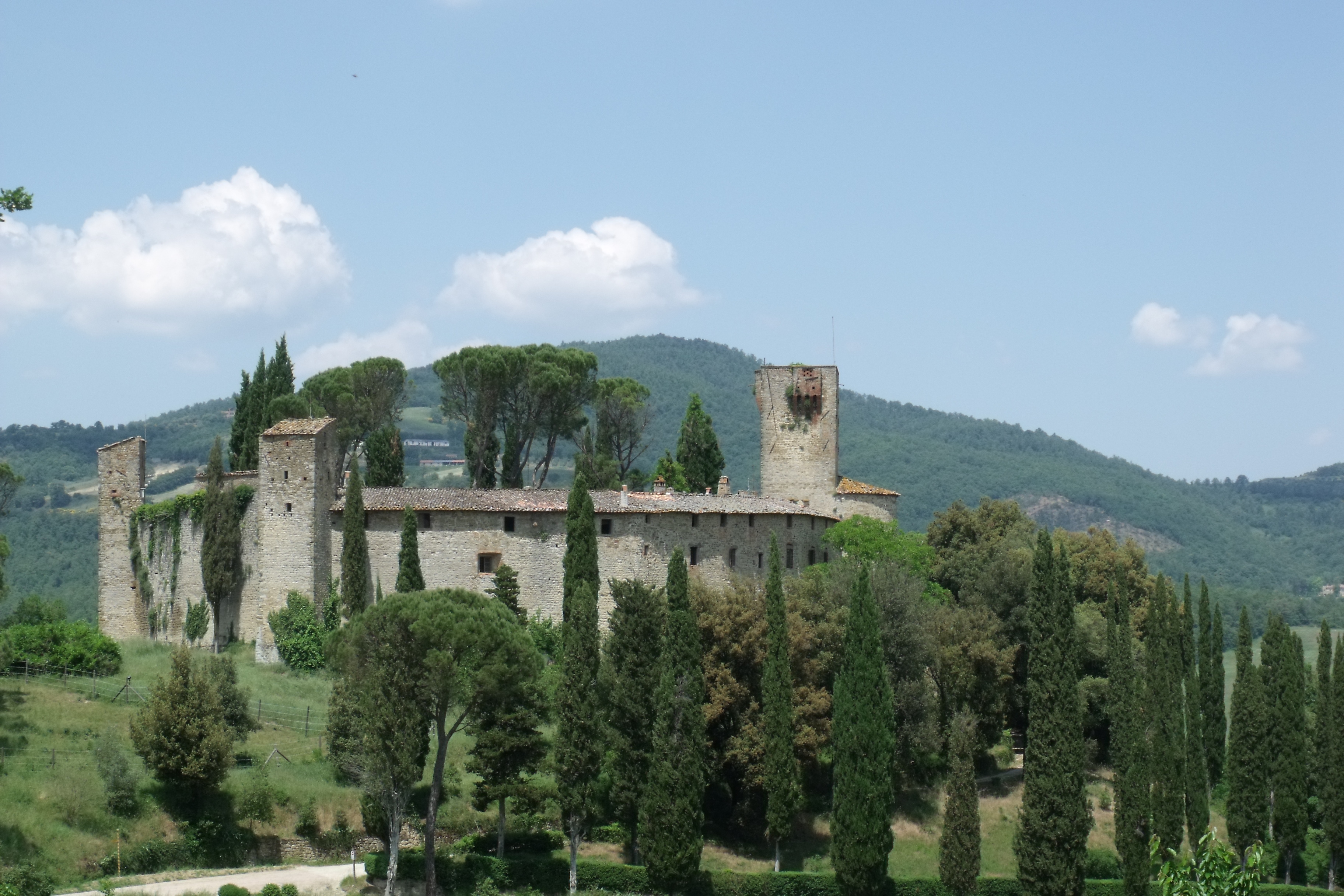
Visuale del castello

Non è noto con esattezza l'anno in cui sia stata eretta la fortificazione del borgo di Reschio, alcuni accreditati scrittori della critica diplomatica (Muratori, Gamurrini) riferiscono di antichi diplomi che Carlo Magno e altri importanti imperatori, nei secoli IX, X e XI, redigono in favore della nobilissima famiglia Bourbon del Monte Santa Maria (in origine signori di Colle) che potrebbero rappresentare i primi atti ufficiali riguardanti il castello, “però quando in Italia per motivo di storia, si deve parlar sul serio, non si china il capo alle pergamene false, e di fatto anche il diploma di Carlo Magno in favore de' marchesi del Monte fu all'occasione trattato senza complimenti per una solenne impostura.” (Litta 1819‐1883)
Certo è che il 3 maggio 1202 Uguccione di Ranieri del ramo di Vagliana della famiglia dei marchesi del Monte Santa Maria, marchese di Colle e di Vagliana, diede e sottomise alla città di Perugia i suoi castelli di Monte Gualandro, Castel Nuovo, Santa Maria di Pierle, Lisciano, Tisciano e Reschio con tutte le loro corti e territori, firmando un trattato di accomandigia con i consoli di Perugia. “Questo trattato fa supporre ad alcuni, che Uguccione possedesse que' luoghi in forza di una donazione di Federico Barbarossa, e che diminuita la potenza imperiale, fosse obbligato per conservarli ad un trattato di vassallaggio.”  (Litta 1819‐1883)

### Reschio feudo imperiale
L'imperatore Carlo IV di Lussemburgo, con un diploma del 14 maggio 1355, investì Ugolino e i suoi nipoti, Angelo, Guiduccio e Pietro, marchesi del Monte Santa Maria, dei castelli di Marzana, di Lippiano e Reschio, confermando i loro privilegi (Mariotti 1835). Con questo atto, richiesto all'imperatore da Ugolino, vengono liberati dai legami di accomandigia tutti i feudi di cui si dà o si conferma l'investitura ai suddetti marchesi (tra i quali è espressamente ancora nominata la curia di Reschio) rendendo così la famiglia dei marchesi del Monte direttamente dipendente dal Sacro Romano Impero, svincolandola dalle città umbre dove le diverse fazioni erano sempre in lotta tra loro; il marchesato divenne un feudo imperiale sovrano.
Ranieri di Ugolino fu il solo della casata dei Bourbon del Monte che, dopo l'investitura di Carlo IV, non portò il titolo di marchese del Monte Santa Maria, ma assunse per primo il rango di marchese di Reschio, probabilmente luogo della sua residenza.

### La famiglia Montemelini di Perugia
Il castello di Reschio, nel 1364, apparteneva ancora ai marchesi del Monte Santa Maria. Il passaggio alla famiglia Montemelini avviene nel 1365 quando Antonia (nipote di Ranieri) eredita una parte del marchesato di Reschio (compreso il castello). Antonia era sposata a Ranieri di Tiberio Montemelini di Perugia, ma dovette difendere la rocca dalle insidie dei suoi parenti (tra i più agguerriti Cerbone suo cugino, che fece uccidere molti congiunti pur di restare unico padrone del marchesato).
Nel 1593 Fulvio Montemelini, signore di Reschio, pose questo suo feudo sotto la protezione del granduca di Toscana e venne condannato dal Papa per avere innalzato lo stemma dei Medici sopra la porta del castello.

### Il vescovo di Todi Angelo Cesi
Nel 1601 il conte Niccolò figlio di Napoleone Montemelini vendette il feudo, mediante la Congregazione dei baroni, al vescovo di Todi Angelo Cesi, che ne fece dono a suo nipote Venanzio Chiappino (come è possibile leggere nell'iscrizione posta sopra la porta d'ingresso del fortilizio). L'atto di tale vendita fu rogato a Perugia dal notaio Francesco Torelli.

### Prospero Cimarra
Il 5 dicembre 1678 il conte Prospero Cimarra acquistò la contea di Reschio dal duca di Acquasparta per la somma di 25000 scudi. Il Cimarra, appaltatore della gabella sul macinato delle città, terre e castelli del distretto di Roma, era debitore della Camera Apostolica per la somma di circa 30000 scudi e si trovò costretto a vendere la proprietà di Reschio.

### La nobile famiglia Bichi Ruspoli Forteguerri Pannilini di Siena
Il 27 maggio 1692 Carlo Bichi, nominato cardinale dal papa Alessandro VIII nel 1690, a nome del nipote marchese Galgano Bichi, della nobile famiglia Bichi di Siena, offre per l'acquisto della contea di Reschio la somma di 23000 scudi. L'atto di compravendita viene ratificato da Innocenzo XII l'11 ottobre e rogato dal notaio Francesco Antamoro il 20 ottobre 1692. Questa importante famiglia senese ha contribuito in modo incisivo allo sviluppo della comunità di Reschio arrivando, negli anni venti del Novecento, ad inaugurare la prima (ed unica) scuola elementare del borgo, voluta dalla determinazione e dalla passione del maestro Nazareno Carnevali.

### La famiglia Cenciarini e l'azienda agraria
Nel 1932, dopo 240 anni, la tenuta di Reschio, che vantava un considerevole numero di poderi che ancora oggi fanno parte della proprietà, fu venduta dal marchese Ridolfo Bichi Ruspoli Forteguerri Pannilini, al professor Angiolo Maria Cenciarini. La compravendita di beni fu fatta “per aversionem” o come suole dirsi “a cancello chiuso”, cioè con tutto quello che era contenuto nel castello, negli immobili e nei poderi del possedimento; dall'atto, stipulato dal notaio Zati di Firenze, si apprende che la cifra interamente versata per l'acquisto corrispondeva al prezzo complessivo di 800.000 lire. Con la gestione Cenciarini venne dato un grande impulso alla coltivazione e alla lavorazione del tabacco.

### I conti Bosca di Roveto
Negli anni settanta del Novecento l'intero podere appartenne ai conti Bosca di Roveto, i quali sottoposero il castello ad un intervento di ristrutturazione che, attraverso la rimozione degli intonaci nella corte interna, riportò alla luce alcuni reperti lapidei che testimoniano le vicissitudini di cui l'edificio è stato protagonista.

### Gli attuali proprietari: i conti Bolza
Nel 1984 la tenuta di Reschio viene acquistata dalla Famiglia Bolza (nobile famiglia austro-ungarica di origine italiana). Gli attuali proprietari hanno avviato un processo di riqualificazione dell'intero patrimonio immobiliare, che culminerà con il recupero del castello.